# (3897) Louhi
(3897) Louhi (1942 RT) – planetoida z pasa głównego asteroid okrążająca Słońce w ciągu 4,42 lat w średniej odległości 2,69 j.a. Odkrył ją Yrjö Väisälä 8 września 1942 roku.